# Пілітово
Пілітово (пол. Pilitowo) — село в Польщі, у гміні Плонськ Плонського повіту Мазовецького воєводства.
Населення — 175 осіб (2011).
У 1975-1998 роках село належало до Цехановського воєводства.

## Демографія
Демографічна структура станом на 31 березня 2011 року:
|          | Загалом | Допрацездатний вік | Працездатний вік | Постпрацездатний вік |
| -------- | ------- | ------------------ | ---------------- | -------------------- |
| Чоловіки | 83      | 21                 | 53               | 9                    |
| Жінки    | 92      | 23                 | 47               | 22                   |
| Разом    | 175     | 44                 | 100              | 31                   |